# 米沢市立窪田小学校
米沢市立窪田小学校（よねざわしりつ くぼたしょうがっこう）は山形県米沢市にある公立小学校。

## 教育目標
かしこく　明るく　元気な子ども

## 沿革
- 1887年（明治20年） - 窪田尋常小学校創立
- 1928年（昭和3年） - 窪田尋常高等小学校に改称
- 1941年（昭和16年）4月1日 - 国民学校令により　窪田国民学校に改称
- 1947年（昭和22年）4月1日 - 学制改革により、窪田村立窪田小学校に改称
- 1955年（昭和30年）4月 - 米沢市へ合併。米沢市立窪田小学校と改称
- 1966年（昭和41年） - プール新設
- 1972年（昭和47年）12月 - 新校舎竣工
- 1984年（昭和59年） - 相撲場開き
- 2002年（平成14年）12月　-　プール新設

## 通学区域
- 中田町、窪田町窪田、窪田町矢野目、窪田町東江股、窪田町小瀬、窪田町藤泉、塩井町宮井(475番地から510番地まで)[2]

## 進学先中学校
- 公立学校は、第四中学校へ進学も一部は第六中学校[2]。